# 夫婦石駅
夫婦石駅（めおといしえき）は、佐賀県西松浦郡有田町二ノ瀬にある、松浦鉄道西九州線の駅である。

## 歴史
- 1898年（明治31年）

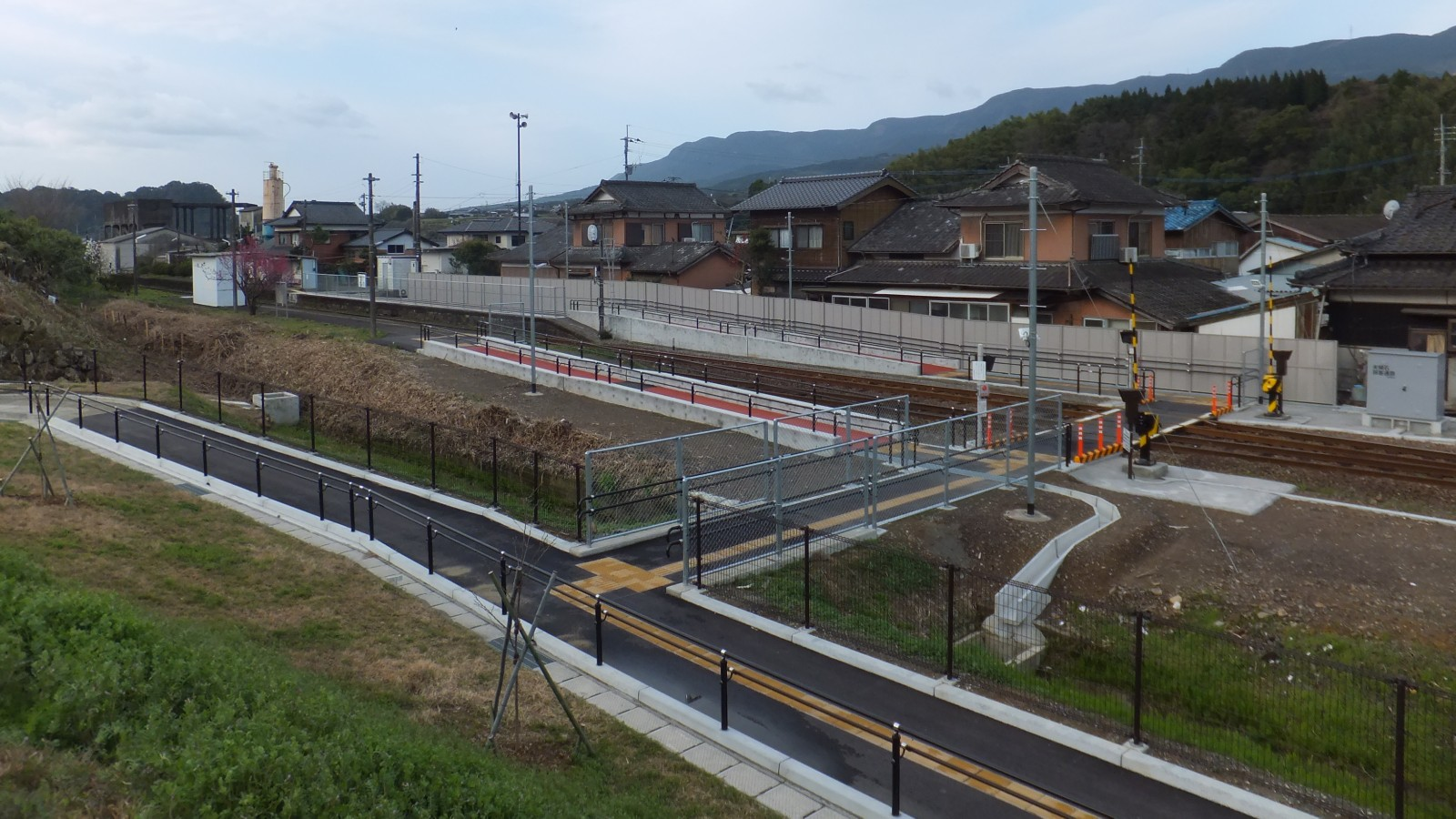
改装後の連絡通路（2012年3月）

  - 8月7日：伊万里鉄道の駅として開設[1]。
  - 12月28日：合併に伴い、九州鉄道の駅となる。
- 1907年（明治40年）：九州鉄道国有化、帝国鉄道庁伊万里線の駅となる[1]。
- 1945年（昭和20年）：松浦線へ編入、同線の駅となる。
- 1949年（昭和24年）6月1日：国鉄発足に伴い、同社松浦線の駅となる[1]。
- 1966年（昭和41年）10月1日：貨物取扱廃止[1]。
- 1970年（昭和45年）10月1日：荷物扱い廃止[1][2]、無人駅化[3]。
- 1987年（昭和62年）4月1日：国鉄分割民営化に伴い、JR九州松浦線の駅となる[1]。
- 1988年（昭和63年）4月1日：第三セクター松浦鉄道への転換に伴い、同社西九州線の駅となる[1]。
- 2012年（平成24年）2月27日：伊万里有田共立病院開院を前に移設、バリアフリー化された新連絡通路使用開始。

## 駅構造
相対式ホーム2面2線を有する地上駅。トイレと構内踏切がある。木造待合室は2002年6月に小火で焼失、解体されている。

### のりば
| ホーム | 路線      | 方向 | 行先               | 備考 |
| ------ | --------- | ---- | ------------------ | ---- |
| 西側   | ■西九州線 | 上り | 有田方面           |      |
| 東側   | ■西九州線 | 下り | 伊万里・佐世保方面 |      |

※案内上ののりば番号は設定されていない。
付記事項
- 昼間は当駅で列車交換を行う。

## 利用状況
近年の1日平均乗車人員の推移は以下の通り。
| 乗車人員推移 | 乗車人員推移 |
| 年度         | 1日平均人数  |
| ------------ | ------------ |
| 1998         | 17           |
| 1999         | 34           |
| 2000         | 16           |
| 2001         | 23           |
| 2002         | 21           |
| 2003         | 20           |
| 2004         | 20           |
| 2005         | 21           |
| 2006         | 13           |
| 2007         | 10           |
| 2008         | 11           |
| 2009         | 8            |
| 2010         | 19           |
| 2011         | 20           |
| 2012         | 19           |
| 2013         | 34           |
| 2014         | 34           |
| 2015         | 34           |
| 2016         | 16           |
| 2017         | 16           |
| 2018         | 18           |
| 2019         | 28           |

## 駅周辺
住宅は多くない。
- 国道202号
- 伊万里有田共立病院：当駅より専用連絡通路が整備されている。
- 夫婦石：駅名の由来である有田川にある大小一対の岩。

## 隣の駅
松浦鉄道
■西九州線
山谷駅 - 夫婦石駅 - 金武駅